# Czesław Kiszczak

Czesław Kiszczak

Czesław Jan Kiszczak (Roczyny, 19 oktober 1925 – Warschau, 5 november 2015) was een Pools communistisch staatsman en generaal. In 1989 was hij korte tijd premier van Polen.

## Biografie
Kiszczak was tijdens de Tweede Wereldoorlog een partizaan. Na de oorlog werd hij lid van de communistische Poolse Verenigde Arbeiderspartij (PZPR). In de jaren zeventig werd generaal Kiszczak chef van de geheime politie en lid van het Politbureau van de communistische partij.
In augustus 1981 werd hij benoemd tot minister van Binnenlandse Zaken.
In december 1981 werd generaal Kiszczak lid van de Militaire Raad voor de Nationale Redding (militaire junta) waarvan generaal Wojciech Jaruzelski de voorzitter was. De junta kondigde de staat van beleg af, verbood samenscholingen, stelde een avondklok in en verbood Solidarność, de onafhankelijke vakbond.
In 1983 werd de staat van beleg opgeheven en de junta ontbonden. Jaruzelski bleef premier, en Kiszczak, de tweede man, bleef minister van Binnenlandse Zaken.
Van augustus 1988 tot februari 1989 leidde generaal Kiszczak de rondetafelconferenties met Lech Wałęsa van Solidarność (= Solidariteit) over meer democratie in Polen. In februari 1989 werden verkiezingen uitgeschreven voor de zomer van dat jaar. In juli 1989 verloren de communisten weliswaar de parlementsverkiezingen, maar wisten via een speciale regeling toch de meerderheid in het parlement te behouden. Jaruzelski werd tot president gekozen en benoemde Kiszczak tot premier (2 augustus), als opvolger van Mieczysław Rakowski. Solidarność ging hier niet mee akkoord wat tot gevolg had dat Kiszczak na 22 dagen aftrad en de katholieke intellectueel Tadeusz Mazowiecki (Solidarność) tot premier werd benoemd.
Kiszczak overleed in 2015 op 90-jarige leeftijd.
- Bibliothèque nationale de France: cb12373079d (data)
- Gemeinsame Normdatei: 11919791X
- International Standard Name Identifier: 0000 0001 1804 3816
- Library of Congress Control Number: n92117997
- Nationale Bibliotheek van Tsjechië: jx20050704005
- Istituto Centrale per il Catalogo Unico: DDSV404762
- SNAC: w6qf99qc
- Système universitaire de documentation: 032764707
- Virtual International Authority File: 44720400
- WorldCat: E39PBJwmTQRC6YtHRThYhkpMfq